# 天理市立北中学校
天理市立北中学校（てんりしりつ きたちゅうがっこう）は、奈良県天理市にある公立中学校。夜間学級を有する。
制服は男子詰襟、女子セーラー服。名札は白地プラスチック板に校章・校名と姓を刻印したもの（学年によって青・赤・緑と、校章の色が異なる）。

## 沿革
- 1958年（昭和33年）7月1日 - 天理市立丹波市中学校・天理市立櫟本中学校を統合して開校。当初は前身両校で授業を行なった。
- 1958年（昭和33年）9月12日 - 校章を制定。
- 1959年（昭和34年）1月10日 - 校歌を制定。
- 1959年（昭和34年）3月31日 - 校舎第一期工事が完了。
- 1963年（昭和38年）8月1日 - プール竣工。
- 1977年（昭和52年）4月6日 - 天理市立西中学校を分離。
- 1987年（昭和62年）4月1日 - 天理市立福住中学校から夜間学級が移管される。

## 通学区域
以下3校の小学校区。
- 天理市立櫟本小学校
- 天理市立山の辺小学校
- 天理市立丹波市小学校

## 周辺
- 天理別所郵便局
- 国道169号
- 西名阪自動車道 天理インターチェンジ

## アクセス

### 鉄道
- JR桜井線・近鉄天理線 天理駅から北東へ1.6km

### バス
- 奈良交通 天理北中学校前バス停にて下車

### 道路
- 西名阪自動車道 天理ICから南へ500m